# Стівен Дуглас
Стівен Арнольд Дуглас (англ. Stephen Arnold Douglas; 23 квітня 1813 - 3 червня 1861) - член демократичної партії США. Був суперником Авраама Лінкольна на виборах до Сенату США 1858, під час яких здобув перемогу над республіканцем, і виборах президента США 1860, які виграв Лінкольн.
Його позиція з питання рабовласництва була двоїстою: з одного боку, він категорично протистояв південним рабовласникам і після нападу на форт Самтер був прихильником жорстких заходів проти них; з іншого боку, будучи двічі одружений з представницями рабовласницької аристократії, він домігся знаменитого Компромісу 1850 з рабовласниками, згідно з яким на старих землях зберігався статус-кво (частина штатів - не рабовласницькі, частина - рабовласницькі), проте на нових землях рабовласництво. У громадянській війні активно підтримав бік федерального уряду, але помер до закінчення конфлікту.
Цікаво, що Дуглас був суперником Лінкольна не тільки в політиці - він доглядав Мері Тодд, домагаючись її прихильності, проте та віддала перевагу Лінкольну. Історичний анекдот свідчить, що на інавгурації Лінкольна, коли той перед інавгураційною промовою зняв циліндр, Дуглас узяв його зі словами: «Я не можу бути президентом, хоча б потримаю його капелюха».